# Füllstoff
Füllstoffe sind unlösliche Zusatzstoffe, die, in hohem Gehalt zum Grundmaterial (der Matrix) zugegeben, u. a. die mechanischen, elektrischen oder Verarbeitungseigenschaften von Materialien stark ändern, und gleichzeitig den Anteil der typischerweise teureren Matrix im fertigen Produkt deutlich verringern. Additive sind im Gegensatz dazu in der Regel in der Matrix gelöst und haben Gehalte von weniger als einigen Prozent.
Weltweit werden jährlich über 53 Millionen Tonnen Füllstoffe mit einem Gesamtwert von ca. 16 Milliarden Euro für so verschiedene Anwendungsgebiete wie Papiere, Kunststoffe, Farben und Arzneimittel verwendet. Damit zählen Füllstoffe zu den bedeutendsten Rohstoffen überhaupt und sind in einer Vielzahl von Artikeln des täglichen Bedarfs enthalten.

## Chemische Einordnung
Füllstoffe können natürlich oder synthetisch-organisch sowie natürlich bzw. synthetisch anorganisch sein.

### Organisch
Holzmehl, Zellstoff, Textilfasern, Gewebeschnitzel

#### Natürlich
Kork, Weizenspreu oder Holzmehl.

#### Synthetisch
Kohlenstofffasern, Zellulosederivate, gemahlene Kunststoffe oder Elastomere.

### Anorganisch
Gesteinsmehl, Asbest, Glasfaser, Natriumsulfat

#### Natürlich
Silikate (Ton, Lehm, Talk, Glimmer, Kaolin, Neuburger Kieselerde), Karbonate/Sulfate (Kreide, Dolomit, Baryt) und Oxide/Hydroxide (Quarzmehle, kristalline Kieselsäure, Aluminium-/Magnesiumhydroxide sowie Magnesium-, Zink- oder Kalziumoxide).

#### Synthetisch
Silikate, Oxide und Hydroxide, hergestellt entweder durch Fällungsverfahren (Kieselsäure, Kreide, Aluminium- und Magnesiumhydroxid) oder in thermischen Prozessen (pyrogenes Siliciumdioxid, Ruß, Metalloxide); Glasfasern, Glaskugeln und Glasbruch.

## Physikalische Eigenschaften
In Verbundwerkstoffen, die in technischen Anwendungen eingesetzt werden, sind Partikelgröße, Partikelform, Partikelstruktur, Korngrößenverteilung, Größe der spezifischen Oberfläche und Oberflächenaktivität eines Füllstoffs entscheidende Faktoren für die Eigenschaften des Gemischs, dessen Weiterverarbeitung und die Eigenschaften des Endwerkstoffes. Durch Änderungen in den Füllstoffen können beispielsweise nach Aushärten von Lacken und Kunststoffen oder nach Vulkanisieren von Elastomeren völlig verschiedene Resultate erzielt werden.

## Anwendungen

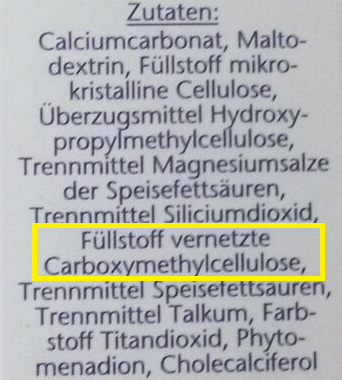
Zutatenliste eines Nahrungsergänzungsmittels: Inhaltsstoffangabe ohne Angabe der E-Nummer

### Lebensmittelindustrie
Bei Lebensmitteln werden Lebensmittelzusatzstoffe als Füllstoff verwendet, die einen Teil des Volumens des Lebensmittels bilden, ohne nennenswert zu dessen Gehalt an verwertbarer Energie beizutragen. Damit wird der tatsächliche Energiegehalt pro Volumen oder pro Masse der Lebensmittel verringert.
Füllstoffe werden hier also eingesetzt, um den physiologischen Brennwert eines Lebensmittels zu reduzieren (z. B. bei Light-Produkten) und/oder das Volumen eines Lebensmittels zu vergrößern (z. B. Kaugummi). Manche wirken zusätzlich als Ballaststoffe. Zu den wichtigsten Füllstoffen zählen vor allem Wasser und Luft (die jedoch keine Lebensmittelzusatzstoffe im Sinne der entsprechenden Verordnung darstellen), außerdem:
- Zellulose (E 460)
- Vernetzte Carboxymethylcellulose (E 468)
- Polydextrose (E 1200)

Die Verwendung von Füllstoffen muss auf der Zutatenliste des Lebensmittels deklariert werden. Dabei wird die Funktionsklasse und der jeweilige Lebensmittelzusatzstoff oder die E-Nummer genannt. Es gelten je nach Produkt und Lebensmittelzusatzstoff unterschiedliche Höchstmengenbeschränkungen.

### Pharmazie
Tabletten enthalten außer der Wirksubstanz und Hilfsstoffen je nach Rezeptur auch Füllstoffe, meist Lactose, Glucose, Saccharose, Stärke, Calciumsulfat oder mikrokristalline Cellulose.

### Kunststoffe und Elastomere
In der Kunststofftechnik werden Füllstoffe zur Optimierung des Eigenschaftsprofils von Kunststoffen eingesetzt. Die Einarbeitung erfolgt durch eine Compoundierung. Im Vordergrund der Compoundierung mit Füllstoffen steht häufig die Optimierung und Erhöhung der Steifigkeit, Verminderung der Schrumpfung und Verbesserung der Oberflächenanmutung. Weiter ist auch eine gezielte Erhöhung der thermischen oder elektrischen Leitfähigkeit möglich.
Das fertige Produkt der Compoundierung wird in zwei Gruppen unterschieden, das Kunststoffcompound und das Additiv- oder Farbmasterbatch. Für den Verarbeiter von Kunststoffen ist der Einsatz von solchen Produkten genauer und sauberer.
Ein Kunststoffcompound ist eine Fertigmischung, die meistens ohne Zusatz verarbeitet werden kann. Additivbatches sind diejenigen Produkte, die mit chemischen Substanzen gefüllt sind, um damit die Eigenschaften des Kunststoffes zu verändern, beispielsweise mit Gleitmitteln oder Antiblock, beides Produkte, die in der Folienindustrie Anwendung finden.
Farbmasterbatches finden ihre Berechtigung darin, dass es sauberer ist, ein schon fertiges Batch statt Roh-Pigmente als Zusatz zu verwenden. Dabei wird das Pigment vor der Verwendung in ein Trägermaterial eingearbeitet, das verträglich mit dem einzufärbenden Kunststoff ist. Der Füllgrad solcher Farbbatches kann je nach Beschaffenheit der Pigmente bis zu 85 % erreichen. Von einem Kombi-Batch spricht man, wenn mehrere Eigenschaften mit einem Batch erreicht werden sollen (Slip-/Antiblock-Batch).
Um das verwirrende Bild von Compound, Additiv- und Farbmasterbatch mit einem Vergleich zu verdeutlichen: Compounds kann man mit Fertigbackmischungen gleichsetzen, die ohne weitere Zusätze direkt zu verarbeiten sind. Additive übernehmen die Rolle von Hefe oder Backpulver, Farben können die Schokolade oder der Kakao sein, die einer Kuchenmischung zugefügt werden. Batches sind im Sinne der Fertigmischung nur Bestandteile des Compounds.
Wichtige Füllstoffe von thermoplastischen Kunststoffen sind:
- Glasfasern, Glaskugeln und Glasbruch
- mineralische Füllstoffe wie Calciumcarbonat und Talkum
- Kohlenstofffasern (Kurzfasern)
- Ruße

Auch in Duroplasten werden oft Füllstoffe eingesetzt. Sie sind in diesem Bereich häufig die Ursache für erhöhte Anforderungen an die zur Verarbeitung eingesetzten Vergussanlagen, aufgrund der ansteigenden Viskosität, der Segregation (Entmischung) der Phasen sowie der abrasiven Wirkung der Füllstoffe.
Bei Elastomeren werden Ruß und anorganische Füllstoffe verwendet. Es stehen hierbei die mechanischen Kenngrößen im Vordergrund.

### Papierherstellung
Bei der Papierherstellung werden vor allem Silikate, meist Kaolin, eine weiße Porzellanerde, als Füllstoff verwendet. Kaolin macht das Papier undurchsichtiger (opaker), weißer und erhöht die Rohdichte. Auch gibt der Füllstoff dem Papier eine glattere Oberfläche, da er die Hohlräume zwischen den Fasern auffüllt. Papier kann, abhängig von der Sorte, bis zu 30 % Füllstoff enthalten.
Als Füllstoff werden oft Carbonate verwendet, meistens Kreide, aber ebenso Sulfate wie Gips oder Oxide, beispielsweise Titandioxid. Bariumsulfat kommt als Füllstoff zur Herstellung von Barytpapier in Betracht, das dadurch auffallend schwer ist.
Füllstoffe sind mit Ausnahme von Titandioxid günstiger als der eingesetzte Zellstoff. Durch den Einsatz von Füllstoffen lassen sich also die Herstellungskosten eines Papiers reduzieren. Die Zugabe von Füllstoffen hat heute kaum noch deutliche Auswirkungen auf manche mechanische Eigenschaften des Papiers. Insbesondere die Reißfestigkeit wird nicht merklich reduziert, da bei modernen Papierrezepturen durch optimierte Hilfsstoffe und Leimungsmittel eine stark belastbare Verbindung zwischen Zellstoff und Füllstoff erreicht wird. Die Füllstoffe dienen aber zur Erhöhung des Weißgrades, der Beeinflussung des Flächengewichtes und der Gestaltung der Papiersaugfähigkeit, was für die Druckqualität von großer Bedeutung ist.

### Farben
In Farbmitteln dienen Füllstoffe zur Vergrößerung des Volumens und zur Veränderung technischer und optischer Eigenschaften. Auch Pigmente können als Füllstoff dienen; ob eine farbgebende, unlösliche Substanz als Füllstoff oder als Pigment zu betrachten ist, hängt von ihrer Anwendung ab.
Beschichtungsstoffe wie Lacke werden zunächst flüssig oder pulverförmig auf Gegenstände aufgetragen und härten anschließend aus. Füllstoffe werden hier eingesetzt, um die Verarbeitung, die technischen Eigenschaften, das optische Erscheinungsbild sowie mitunter auch die Haptik einer Oberfläche zu beeinflussen. Wie bei Kunststoffen werden auch in der Lackindustrie bevorzugt mineralische Füllstoffe wie Calciumcarbonat und Talkum, aber auch Bariumsulfat und Aluminiumhydroxid verwendet.

### Waschpulver
Vollwaschmittel enthält bis zu 50 % Natriumsulfat (Glaubersalz), das zu den Stellmitteln gezählt wird. Es beeinflusst die Wirkung kaum, dient jedoch guter Rieselfähigkeit, Dosierbarkeit, Löslichkeit und Lagerfähigkeit. Natriumsulfat führt aber zur Versalzung der Gewässer.

### Baustoffe und Beschichtungsstoffe
Bei Baustoffen und verwandten Werkstoffen werden die Füllstoffe unter dem Begriff Zuschlagstoff zusammengefasst.